# 1910年逝世人物列表
1910年逝世人物列表：1月 - 2月 - 3月 - 4月 - 5月 - 6月 - 7月 - 8月 - 9月 - 10月 - 11月 - 12月
下面是1910年逝世的知名人士列表。

## 1月

### 1日
- 哈麗特·鮑爾斯，美國民間藝術家

### 4日
- 萊昂·德拉格朗日，法國先驅飛行員

### 5日
- 莱昂·瓦尔拉斯，法國經濟學家

### 12日
- 巴斯·里夫斯，密西西比河以西第一批非裔美國副元帥之一

### 13日
- 安德魯·傑克遜·大衛斯，美國招魂師

### 25日
- W.G.里德·穆蘭，美國耶穌會士，學者

### 27日
- 湯瑪斯·克拉珀，英國水管工

### 29日
- 查理斯·托德，澳大利亞電報先驅

### 30日
- 格蘭維爾·伍茲，非裔美國發明家

## 2月

### 6日
- 阿方索·瑪麗亞·福斯科，義大利羅馬天主教神父，聖人

### 7日
- 伊莉莎白·瑪莎·歐姆斯特德，美國詩人

### 9日
- 米格爾·費佈雷斯·科爾德羅，厄瓜多羅馬天主教修士

### 10日
- 露西·斯坦頓，美國廢奴主義者

### 14日
- 喬瓦尼·帕桑南特，義大利無政府主義者

### 20日
- 布特羅斯·加利，埃及總理（遇刺）

### 23日
- 薇拉·科米薩爾熱夫斯卡婭，俄羅斯女演員

### 26日
- 埃絲特·鮑德溫，美國傳教士

## 3月

### 1日
- 何塞·多明戈·德·奧巴爾迪亞，巴拿馬第二任總統

### 4日
- 克努特·昂斯特倫，瑞典物理學家

### 9日
- 弗雷德里克·馮·奧特，瑞典第8任首相

### 10日
- 卡尔·卢格，奧地利市長

### 18日
- 胡里奧·埃雷拉·賴西格，烏拉圭詩人、作家

### 20日
- 納達爾，法國攝影師

### 26日
- 安重根，韓國刺客

### 27日
- 亚历山大·阿加西兹，美國科學家

### 28日
- 大衛·喬賽亞·布魯爾，美國最高法院大法官

### 29日
- H.瑪麗亞·喬治·科爾比，美國時尚編輯

### 30日
- 讓·莫雷亞斯，希臘詩人、散文家和藝術評論家

## 4月

### 4日
- 奧古斯塔·哈威·沃森，美國教育家和作家

### 12日
- 威廉·格雷厄姆·萨姆纳，美國社會科學家

### 15日
- 盧卑利，美國駐香港總領事，任內罹患腹膜炎逝世
- 安吉莉亞·瑟斯頓·紐曼，美國活動家和作家

### 21日
- 马克·吐温，美国小说家。
- 安妮·伊莎貝拉·羅伯遜，英裔愛爾蘭作家和女權主義者

### 26日
- 比約恩斯特耶恩·比約恩松，挪威作家，諾貝爾獎獲得者

### 28日
- 愛德華·波特·亞歷山大，美国南北战争期间美利坚邦联将领

## 5月

### 1日
- 皮埃爾·諾德·亞歷克西斯，海地總統

### 3日
- 霍華德·泰勒·里基茨，美國病理學家

### 6日
- 爱德华七世，英國國王[1]

### 10日
- 斯坦尼斯劳·坎尼扎罗，義大利化學家

### 12日
- 威廉·哈金斯，英國天文學家

### 18日
- 寶琳·維亞多，法國女中音、作曲家

### 22日
- 儒勒·雷納爾，法國作家

### 27日
- 羅伯特·科赫，德國醫生，諾貝爾獎獲得者

### 28日
- 卡爾曼·米克斯扎特，匈牙利小說家

### 29日
- 米利·巴拉基列夫，俄羅斯作曲家

### 31日
- 伊麗莎白·布萊克威爾，英國出生的美國醫生

## 6月

### 5日
- 欧·亨利，美國小說家

### 7日
- 戈德溫·史密斯，英國出生的加拿大歷史學家和記者

### 8日
- 亨利·格蘭傑·皮法德，紐約皮膚科醫生，美國第一部系統皮膚病學論文的作者

### 11日
- 瑪麗亞·希尼納，義大利羅馬天主教教徒

### 24日
- 胡安·威廉姆斯·雷博萊多，智利海軍上將和政治家

## 7月

### 3日
- 德川昭武，日本大名，水戶藩的最後一位領主，最後一位幕府將軍德川義信的弟弟

### 4日
- 梅尔维尔·富勒，美國首席大法官
- 卡布阿大帝，馬紹爾人[2]
- 喬凡尼·斯基亞帕雷利，義大利天文學家

### 10日
- 约翰·戈特弗里德·加勒，德國天文學家

### 12日
- 查爾斯·勞斯，英國飛行員、汽車製造商

### 19日
- 楊太夫人，孫中山母親

## 8月

### 5日
- 朱利叶斯·佩特森，丹麦數學家

### 6日
- 克萊門斯·巴赫萊達，波蘭塔特拉山嚮導和山地救援者

### 10日
- 寶琳長春花，美國記者

### 13日
- 弗羅倫斯·南丁格爾，英國護士

### 14日
- 弗蘭克·波德莫爾，英國心理學研究員

### 15日
- 康斯坦丁·法勒伯格，俄羅斯化學家

### 16日
- 佩德羅·蒙特，智利第15任總統

### 26日
- 威廉·詹姆士，美國心理學家、哲學家
- 湯瑪斯·彼特裡，澳大利亞探險家、淘金者、伐木者和放牧者[3]

### 28日
- 保罗·曼特伽扎，義大利神經學家、生理學家、人類學家和小說作家

## 9月

### 1日
- 亚历山大·米哈伊洛维奇·扎伊采夫，俄羅斯化學家

### 2日
- 亨利·盧梭，法國畫家

### 6日
- 埃利亞斯·費爾南德斯·阿爾巴諾，智利總統

### 7日
- 艾米莉·布萊克威爾，美國醫生
- 威廉·霍爾曼·亨特，英國拉斐爾前派畫家

### 14日
- 隆貝·阿特希爾，北愛爾蘭婦產科醫生[4]

### 16日
- 霍爾木茲德·拉薩姆，伊拉克考古學家

### 23日
- 圖普·斯科特，澳大利亞板球運動員

### 27日
- 豪爾赫·查韋斯，秘魯飛行員

### 28日
- 瑪麗·巴斯德，法國化學家

### 29日
- 温斯洛·霍默，美國畫家

## 10月

### 3日
- 露西·霍布斯·泰勒，美國牙醫[5]

### 17日
- 卡洛·蜜雪兒施塔特，義大利哲學家[6]
- 裘莉婭·沃德·豪，美國廢奴主義者、詩人

### 21日
- 吳趼人，中國晚清四大小說家之一。
- 查理斯·范德斯塔彭，比利時雕塑家

### 23日
- 拉玛五世，暹羅國王

### 27日
- 亨麗埃塔·古爾德·羅，美國文學家

### 30日
- 亨利·杜南，瑞士紅十字會創始人、諾貝爾獎獲得者

## 11月

### 6日
- 朱塞佩·切薩雷·阿巴，義大利愛國者、作家

### 7日
- 弗洛倫西奧·桑切斯，烏拉圭劇作家

### 13日
- 伊莎貝爾·格萊姆斯·里奇，美國詩人

### 15日
- 威廉·拉貝，德國作家

### 19日
- 威廉·鲁道夫·菲蒂希，德國化學家

### 20日
- 列夫·托爾斯泰，俄羅斯作家

### 23日
- 霍利·哈威·克里彭，美國殺人犯（被處決）
- 奧克塔夫·沙努特，法裔美國工程師，航空先驅

## 12月

### 1日
- 威廉·普賴爾·萊奇沃思，美國商人和慈善家

### 3日
- 瑪麗·貝克·艾迪，美國宗教領袖，基督教科學創始人
- 韋斯利·梅裡特，美國將軍

### 8日
- 帕什卡爾·布孔尼奇，黑塞哥維尼亞天主教主教

### 28日
- 本傑明·彼特曼，英國出生的美國速記員和手工藝品推廣人

### 29日
- 雷金纳德·多尔蒂，英國網球運動員

### 31日
- 約翰·莫三特，美國飛行員[7]

## 日期不詳
- 艾瑪·貝黛莉亞·鄧納姆，美國詩人和教師